# La conspiración del silencio
La conspiración del silencio (en alemán: Im Labyrinth des Schweigens, lit. En el laberinto del silencio) es una película dramática alemana de 2014 dirigida por Giulio Ricciarelli. La película, un drama legal basado en hechos reales, se desarrolla en torno a los hechos que llevaron a los juicios de Auschwitz a principios de los años 1960. Aunque se basa en hechos reales, su protagonista, Johann Radmann, es un personaje ficticio, mientras que otros personajes, como el fiscal general Fritz Bauer o el periodista Thomas Gnielka, son personas que existían de verdad. La película recoge muchas situaciones sensibles, desde la localización de los acusados, entre ellos Richard Baer, último comandante de Auschwitz, hasta las historias personales de los supervivientes del campo de exterminio, quienes ejercerían de testigos en el juicio.
Habiendo debutado en la sección Contemporary World Cinema del Festival Internacional de Cine de Toronto en 2014, la película fue incluida en la lista de finalistas de la Deutsche Filmakademie para presentarse como nominada a la 88.ª edición de los Óscar en la categoría de Mejor Película Internacional, aunque finalmente no llegó a serlo.

## Trama
La película narra la historia de los juicios de Auschwitz desde la perspectiva de un joven e idealista fiscal de estado de Hesse, Johann Radmann, quien, dedicándose todavía a casos menores de multas de tráfico, se encuentra con el caso de Simon Kirsch, un judío alemán superviviente de Auschwitz que había reconocido a uno de los guardas del campo de exterminio trabajando de profesor de colegio, cosa que estuvo prohibida conforme a las leyes implementadas por los Aliados durante la desnazificación. El superviviente, protagonista de la dramática primera escena de la película, en la que descubre la identidad del antiguo guardia de las SS, está acompañado por un joven periodista, Thomas Gnielka, uno de los principales personajes de reparto quien se convertiría en amigo de Radmann y su compañero en la investigación de los hechos que llevarían a los juicios de Auschwitz.
La película está ambientada en la Alemania de finales de la década de 1950 y principios de la de 1960, un país vuelto a ser una economía fuerte, con una tasa de desempleo por debajo del uno por ciento y una generación joven y despreocupada que no conocía los horrores del nazismo de primera. Este Zeitgeist está bien reflejado en la película como contexto histórico de los acontecimientos. A esta generación pertenece también el fiscal Radmann, mientras que Gnielka es una década mayor que él, lo cual resultaría importante en la recta final de la trama. En contraste a este ambiente de frivolidad juvenil, está la generación de los más mayores, la generación de la guerra, incluidos numerosos exnazis que, con o sin renunciar a su ideología, seguían ocupando puestos importantes dentro de la Administración pública de la joven República Federal de Alemania.
Radmann y Gnielka consiguen documentos que les permiten abrir una investigación oficial de los hechos acaecidos en Auschwitz, aguantando el uno presiones de sus propios colegas y el otro amenazas de sus lectores. Les apoya el fiscal general Fritz Bauer, un jurista judío alemán exiliado durante la guerra, conocido por ser clave también en la captura de Adolf Eichmann. Por otra parte, tanto la Policía Criminal Federal (entonces aún plagada de exmiembros de las SS) como el propio jefe de Radmann, el fiscal superior y veterano de la Kriegsmarine Walter Friedberg, están en contra de la persecución de exnazis por las autoridades alemanas (como lo estaban muchos funcionarios y políticos de la época, incluido un joven Helmut Kohl).
La película recoge en parte los esfuerzos por capturar a Adolf Eichmann en Argentina. Una tarde Radmann es invitado a casa de Fritz Bauer, donde se le presenta a un par de periodistas del The Jerualem Post, quienes son de hecho agentes del Mosad. Bauer le pide que comparta con ellos los datos que ha llegado a reunir sobre el exjerarca nazi. Radmann, que lleva ya tiempo obsesionado con la captura del doctor Josef Mengele, «el ángel de la muerte», considerándole la gran causa judicial en los futuros juicios de Fráncfort, accede a ayudar, a la espera de que la captura de uno también significaría la captura y extradición del otro. 
Sin embargo, el fracaso de localizar al médico nazi y traerle a Alemania (además de no conseguir arrestarlo en su visita a Gunzburgo), junto con una serie de descubrimientos, provocan que el estado mental de Radmann se deteriore, afectando sus relaciones con su novia, Marlene, y con Gnielka, y llevándole a abandonar el caso. Estos descubrimientos incluyen el hecho de que su padre, desaparecido en el frente oriental hacia finales de la guerra, había sido miembro del partido nazi, que el padre de Marlene pertenecía a una unidad implicada en crímenes de guerra, y que el mismo Gnielka estuvo destinado en Auschwitz en los últimos meses de la guerra (aún siendo alumno de bachillerato). 
Radmann se enfrenta a sus fantasmas durante un viaje a Auschwitz junto con Gnielka a petición de Kirsch, quien les pide que reciten allí el kadish en memoria de sus familiares asesinados en el campo. Impactado por la serenidad que reina en el valle donde antes operaba el campo de exterminio más grande de todos, Radmann retoma el caso al volver a Fráncfort. La película no entra en los propios juicios, y la última escena muestra al joven fiscal y su ayudante entrando en la sala de deliberaciones del juzgado, y se oye tras las puertas cerradas las palabras del juez que dan comienzo a las sesiones. 
Los datos numéricos sobre los juicios, junto con otros, se proporcionan en escrito después de la escena final y antes de la sección de los créditos y agradecimientos. 

## Reparto
Los actores que interpretan los principales personajes de la película son:
- Alexander Fehling (Johann Radmann)
- André Szymanski (Thomas Gnielka)
- Friederike Becht (Marlene)
- Johannes Krisch (Simon Kirsch)
- Gert Voss (Fritz Bauer, fiscal general de Hesse)
- Hansi Jochmann (Schmittchen, secretaria de Radmann)
- Johann von Bülow (Otto Haller, fiscal adjunto al caso)
- Robert Hunger-Bühler (Walter Friedberg, fiscal superior)
- Tim Williams (Comandante Parker, jefe de los archivos militares de Núremberg)
- Hartmut Volle (Alois Schulz, exguardia de las SS)

## Crítica
La película ha recibido en general buenas críticas y una nota de aceptación del público de 82 % (en Alemania). También ha obtenido menciones especiales en varios festivales de cine y presentaciones.
Al mismo tiempo, se ha criticado la «degradación» de Fritz Bauer a un personaje secundario, habiendo sido él quien en realidad investigó, preparó y ejecutó los juicios de Auschwitz. Se ha respondido a esta crítica recordando que aunque basada en hechos reales, el principal argumento de la película es ficcional, y que existen otras películas que sí se centran en la figura de Bauer (de hecho, una de ellas, El caso Fritz Bauer, se empezaba a rodar ese mismo año y se estrenó el año siguiente).